# Ifosfamida
A ifosfamida, também chamada de isofosfamida  ou Holoxane é um medicamento quimioterápico utilizado no tratamento de certos tipos de câncer, tais como o câncer de pulmão, do ovário, do colo do útero, da próstata e llo Sarcoma de Ewing.
Normalmente é ministrado no paciente com outros medicamentos antiácidos (mesna), a fim de evitar problemas de cistite hemorrágica. Trata-se de um medicamento forte, que causa, entre outros efeitos, alopécia, náuseas, vômitos e, em doses muito elevadas, pode causar efeitos como alucinações e insuficiência cardíaca.
A ifosfamida foi aprovada para uso médico nos Estados Unidos em 1987. Ela está na Lista de Medicamentos Essenciais da Organização Mundial da Saúde.